# Rougeotia abyssinica
Rougeotia abyssinica är en fjärilsart som beskrevs av George Francis Hampson 1918. Rougeotia abyssinica ingår i släktet Rougeotia och familjen nattflyn. Inga underarter finns listade.